# Bactérioplancton
Le bactérioplancton correspond aux bactéries composant le plancton dérivant ou se déplaçant activement dans la colonne d'eau (douce, saumâtre ou marine).

## Dans l'écosystème
Le bactérioplancton occupe une part des niches écologiques dans les systèmes aquatiques et joue un rôle important dans l'écologie microbienne et le cycle du carbone. Une part importante du bactérioplancton est saprophytes, c'est-à-dire composé de bactéries tirant leur énergie de la matière organique (nécromasse, excréments, excrétats essentiellement) produite par d’autres organismes.  Beaucoup d’autres espèces du bactérioplancton sont autotrophes et obtiennent leur énergie par photosynthèse (alors classées dans le picophytoplancton) ou chimiosynthèse. Ces formes appartiennent au picophytoplancton et incluent les bactéries des genres Prochlorococcus et Synechococcus. 
Un groupe important  est celui des cyanobactérie marine photosynthétique dont les Prochlorococcus (genre regroupant de nombreuses espèces de minuscules (0,6 μm en moyenne) cyanophycées, qui n'a été découvert qu'en 1986, dans la mer des Sargasses puis dans une grande partie des océans, jusqu'à 200 m de profondeur et dans les milieux les plus oligotrophes) à des densités de l'ordre de 100 000 cellules par millilitre d'eau de mer. Ce pourrait être l'organisme le plus abondant sur Terre. Synechococcus est un autre genre, nanoplanctonique (un micromètre environ), qui joue un rôle important dans les voies écologiques de la fixation d'azote et de nitrification, dénitrification, reminéralisation et méthanogènes. on la trouve fréquemment à des taux de 1 000 à 200 000 de cellules par millilitre d'eau de mer, voire localement jusqu'à environ 1 million de cellules par ml). Les cyanophycées peuvent aussi produire des toxines.

## Dans les cycles biogéochimiques
Le bactérioplancton joue aussi un rôle dans des cycles écologiques et biogéochimiques comme la fixation de l’azote, la nitrification, la dénitrification, la méthanogenèse.

## Écologie
Les communautés de bactéries qui composent le bacrérioplancton peuvent se nourrir à partir de carbone organique dissous prélevé dans le milieu ou substrat, ou sur des particules telles que celle qui composent la neige marine qui tombe vers le fond.
Les composants du bactérioplancton peuvent se reproduire très vite, et notamment contribuer à produire des biofilms. Ils semblent contrôlées par de très nombreux bactériophages et virus marins, et par le zooplancton ou d'autres espèces s'en nourrissant.

## Dans les lacs
Dans les lacs généralement oligotrophes du Bouclier canadien, les individus de grandes (> 1 μm) espèces du bactérioplancton se montrent plus rares mais elles se reproduisent plus vite (fournissent plus de nouvelles cellules dans 20 cas sur 21 pour 8 lacs étudiés). Comme en mer, les petites bactéries (<1µm) grandissent et se reproduisent bien plus lentement mais vivent bien plus longtemps, et représentent une biomasse plus considérable constituant l'essentiel de la biomasse bactérienne des lacs. On peut profiter de réservoirs artificiels récemment créés pour étudier leur colonisation par le bactérioplancton, ce qui a été fait par exemple pour le réservoir de la Sep, Puy-de-Dôme, France), de type type oligo-mésotrophe. Dans ce cas, la dynamique des populations bactérienne était couplée aux saisons et variations thermique et en concentration de nutriments du réservoir. Et 40 % des variations de densité et d'activité bactériennes semblaient couplé pour 14 % à la température et 26 % à la chlorophylle a ou à la production primaire. L'étude du budget carbone a conclu que 4 à 126 % (20 % en moyenne) de la production primaire ambiante passe par la biomasse bactérienne.

## En mer
Le bactérioplancton constitue le premier maillon du réseau trophique marin. C'est une part importante de la nourriture de nombreuses espèces d'animaux filtreurs (éponges, bivalves dont moules et huîtres...) ou de larves de poissons ou d'autres espèces. Il peut être modifié à distance par les rejets anthropiques de lisiers ou égouts et effluents divers 